# Powiat nowotarski
Powiat nowotarski – powiat w Polsce (województwo małopolskie), utworzony w 1999 roku w ramach reformy administracyjnej. Jego siedzibą jest miasto Nowy Targ.

## Zmiany administracyjne powiatu nowotarskiego
- Kiedy powstała w 1918 r. niepodległa Rzeczpospolita, należało między innymi stworzyć niezależną administrację. Ustrój terytorialny państwa był konsekwencją systemów prawnych państw zaborczych. Podstawą utworzenia administracji na tym terenie była Ustawa O tymczasowej organizacji władz administracyjnych II instytucji (województwa) na obszarach byłego Królestwa Galicji i Lodomerii i Wielkiego Księstwa Krakowskiego oraz wchodzących w skład Rzeczypospolitej obszarach Spisza i Orawy, z 3 grudnia 1920 roku. Tak powstał powiat nowotarski i powiat spisko-orawski, składający się z miejscowości przyłączonych z Czechosłowacji przez Radę Ambasadorów w 1920 r. z siedzibą w Nowym Targu[2]. Kres temu powiatowi położyła unifikacja z powiatem nowotarskim dokonana 1 lipca 1925 r, do które przyłączono gminy: Bukowina-Podszkle, Chyżne, Czarnogóra, Dursztyn, Frydman, Harkabuz, Jabłonka, Jurgów, Kacwin, Krempachy, Lipnica Mała, Lipnica Wielka, Łapszanka, Łapsze Niżne, Łapsze Wyżne, Niedzica, Nowa Biała, Orawka, Piekielnik, Podsarnie, Podwilk, Rzepiska, Trybsz, Zubrzyca Dolna i Zubrzyca Górna[3].
- 1 listopada 1929 r. z powiatu wyłączono gminy: Chabówka, Ponice i Rdzawka, które przyłączono do powiatu makowskiego[4].
- 1 kwietnia 1932 r. po likwidacji powiatu makowskiego, do powiatu nowotarskiego przyłączono gminy wiejskie: Rabka, oraz utracone wcześniej: Chabówka i Ponice[5].
- Na mocy rozporządzenia Rady Ministrów z dnia 21 lipca 1934 w skład powiatu wchodziły trzy miasta: Nowy Targ, Czarny Dunajec oraz Zakopane (Zakopane na mocy ustawy galicyjskiej z 20 października 1933[6]). Oprócz miast uformowano 18 gmin wiejskich: Bukowina, Chochołów, Ciche, Czarny Dunajec, Czorsztyn, Jabłonka, Kościelisko, Krościenko, Ludźmierz, Łapsze Niżne, Łopuszna, Ochotnica, Odrowąż, Poronin, Raba Wyżna, Rabka, Szaflary i Szczawnica Wyżna[7].
- Po zakończeniu II wojny światowej powiat odrodził się w tych samych granicach, ale w innych warunkach politycznych.
- Istotnym uszczupleniem terytorium powiatu było utworzenie w 1951 r. powiatu miejskiego Zakopane[8], spowodowane szybkim rozwojem tego miasta, które stało się centrum turystyki i sportów zimowych.
- Natomiast Rabka jako centrum uzdrowiskowe uzyskała status miasta w 1953 r.[9] Tak więc bilans jeśli chodzi o liczbę miast był taki sam, z tym że powiat stracił istotną część terytorium turystycznego z Zakopanem.
- Ważnym momentem była przeprowadzona w 1954 r. reforma struktury administracyjnej państwa, która likwidowała gminy, tworząc w ich miejsce gromady z gromadzkimi Radami Narodowymi, jako organami państwowymi. Zburzyło to system strukturalno-przestrzenny oraz przyzwyczajenie mieszkańców.
- Dlatego 18 lat później wycofano się z tego pomysłu, przywracając ponownie strukturę gmin. Powiat nowotarski podzielono na 16 gmin Biały Dunajec, Bukowina Tatrzańska, Czarny Dunajec, Czorsztyn, Jabłonka, Kościelisko-Witów, Lasek, Ochotnica Dolna, Łapsze Niżne, Łopuszna, Lipnica Wielka, Poronin, Raba Wyżna, Ratułów i Szaflary. Na terenie powiatu znajdowały się też 3 miasta: Nowy Targ, Rabka i Szczawnica-Krościenko
- Tak więc w porównaniu z katalogiem gmin z 1934 r. nastąpiły pewne zmiany, nie przywrócono gmin Chochołów i Odrowąż, gmina Ludźmierz zmieniła nazwę na Lasek, a gmina Ciche na Ratułów.
- W 1973 r. przyłączono z powiatu myślenickiego, sołectwo Skawa[10].
- Okres gierkowski; w połowie lat siedemdziesiątych XX w. nastąpiły zmiany administracyjne kraju. Wydarzeniem była likwidacja powiatu nowotarskiego i przyłączenie miast i gmin byłego powiatu do powołanego województwa nowosądeckiego w połowie 1975 r.[11]
- Dla ówczesnych władz ważną rzeczą było konsolidowanie jednostek albo ich podział. I tak w styczniu 1976 r. połączono gminy Lipnica Wielka i Jabłonka w gminę Jabłonka, gminę Ratułów i Czarny Dunajec w gminę Czarny Dunajec, Szaflary i Biały Dunajec w gminę Biały Dunajec. Do gminy Raba Wyżna włączono część obszaru gminy Spytkowice[12].
- Dalszym krokiem do konsolidacji gmin, było stworzenie w 1977 r. gminy Tatrzańskiej. W jej skład weszły znoszone gminy Poronin, Kościelisko-Witów oprócz Dzianisza i Chochołowa, część gminy Biały Dunajec (Bustryk, Suche, Ząb) oraz część gminy Czarny Dunajec (Nowe Bystre)[13].
- Wraz ze zmianami politycznymi po 1989 r. nastąpił proces powołania wolnego samorządu gminnego. W maju 1990 r. odbyły się wolne wybory do tych organów. Mieszkańcy mogli wreszcie swobodnie wypowiedzieć się o przynależności do tej, czy innej gminy.
- I tak rozporządzeniem Rady Ministrów 2 kwietnia 1991 r. utworzono ponownie: gminę Lipnica Wielka z gminy Jabłonka oraz Szaflary z gminy Biały Dunajec[14].
- W 1994 r. zniesiono gminę Tatrzańską, wyodrębniając miasto Zakopane i tworząc gminy: Kościelisko i Poronin[15]. Z kolei w związku z napełnianiem Zbiornika Czorsztyńskiego, uległo zalaniu kilka miejscowości. Co spowodowało wybudowanie nowej wsi Maniowy, gdzie przeniesiono siedzibę gminy Czorsztyn.
- Finałem zmian było dopełnienie reformy administracyjnej, gdzie powołano województwo małopolskie i ponownie powiat nowotarski. W skład weszły miasta: Nowy Targ, Rabka i Szczawnica oraz gminy Nowy Targ, Jabłonka, Lipnica Wielka, Raba Wyżna, Czarny Dunajec, Szaflary, Czorsztyn, Krościenko nad Dunajcem, Łapsze Niżne, Ochotnica Dolna i Spytkowice. Łatwo zauważyć, że nie wszystkie dawniejsze gminy weszły ponownie w skład powiatu nowotarskiego. Gminy Biały Dunajec, Bukowina Tatrzańska, Kościelisko i Poronin wraz z Zakopanem, stworzyły nowy powiat tatrzański. W powiecie nowotarskim znalazła się gmina Spytkowice, która przed reformą stanowiła część powiatu suskiego[16].

## Struktura powiatu
W skład powiatu wchodzą:
- gmina miejska: Nowy Targ
- gminy miejsko-wiejskie: Czarny Dunajec, Rabka-Zdrój, Szczawnica
- gminy wiejskie: Czorsztyn, Jabłonka, Krościenko nad Dunajcem, Lipnica Wielka, Łapsze Niżne, Nowy Targ, Ochotnica Dolna, Raba Wyżna, Spytkowice, Szaflary
- miasta: Nowy Targ, Czarny Dunajec, Rabka-Zdrój, Szczawnica

Według danych z 31 grudnia 2019 roku powiat zamieszkiwały 191 782 osoby. Natomiast według danych z 30 czerwca 2020 roku powiat zamieszkiwały 191 882 osoby.

## Gminy
| Gmina                      | Ludność (2017)  | Powierzchnia    |
| -------------------------- | --------------- | --------------- |
| Czarny Dunajec             | 22 318          | 218 km²         |
| Czorsztyn                  | 7611            | 62 km²          |
| Jabłonka                   | 18 413          | 212 km²         |
| Krościenko nad Dunajcem    | 6772            | 57 km²          |
| Lipnica Wielka             | 5985            | 67 km²          |
| Łapsze Niżne               | 9299            | 126 km²         |
| Nowy Targ (gmina miejska)  | 33 412          | 51 km²          |
| Nowy Targ (gmina wiejska)  | 23 779          | 208 km²         |
| Ochotnica Dolna            | 8 487           | 141 km²         |
| Raba Wyżna                 | 14 591          | 89 km²          |
| Rabka-Zdrój (w tym miasto) | 17 272 (12 925) | 69 km² (36 km²) |
| Spytkowice                 | 4516            | 32 km²          |
| Szaflary                   | 10 980          | 54 km²          |
| Szczawnica (w tym miasto)  | 7322 (5844)     | 88 km² (33 km²) |
| Razem                      | 190 757         | 1 474 km²       |

## Demografia

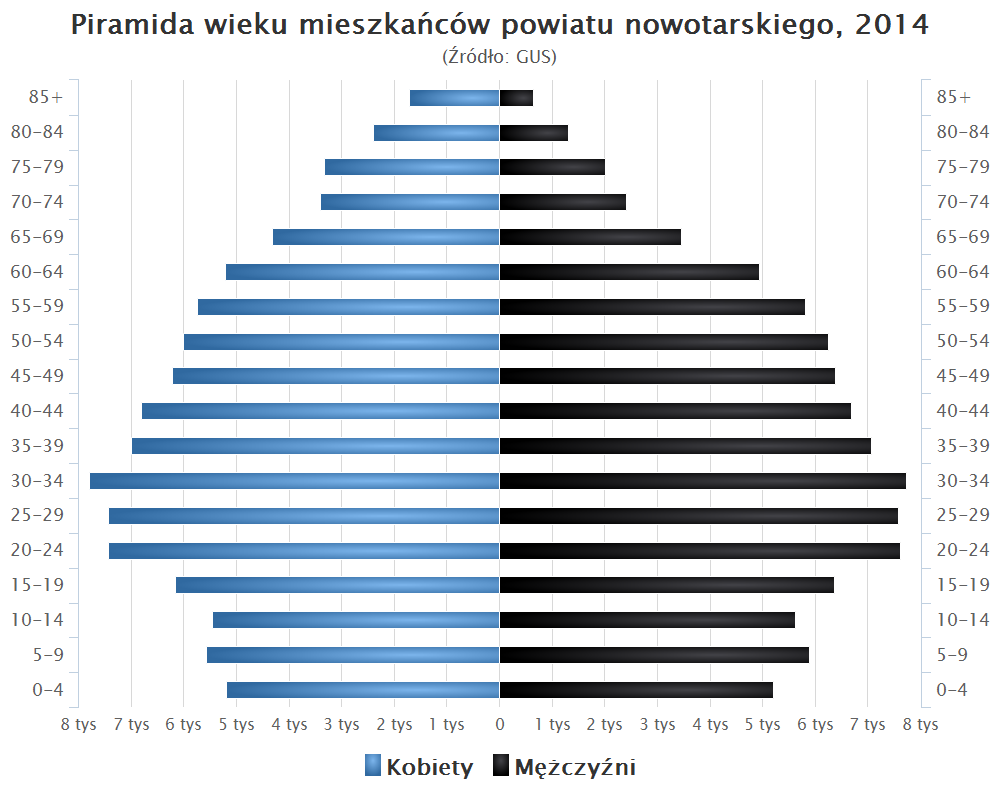
Piramida wieku mieszkańców powiatu nowotarskiego w 2014 roku

Liczba ludności (dane z 30 czerwca 2005):
|        | Ogółem  | Ogółem | Kobiety | Kobiety | Mężczyźni | Mężczyźni |
| osób   | %       | osób   | %       | osób    | %         |           |
| ------ | ------- | ------ | ------- | ------- | --------- | --------- |
| Ogółem | 180 987 | 100    | 92 402  | 51,05   | 88 585    | 48,95     |
| Miasto | 53 746  | 29,70  | 28 237  | 15,60   | 25 509    | 14,09     |
| Wieś   | 127 241 | 70,30  | 64 165  | 35,45   | 63 076    | 34,85     |

▶Wieś vs ▶miasto
Ogółem (▶k, ▶m)
Miasto (▶k, ▶m)
Wieś (▶k, ▶m)

## Użytkowanie gruntów
- użytki rolne – 55%
- użytki leśne – 37%
- pozostałe grunty i nieużytki – 8%

## Religia
- Kościół rzymskokatolicki: 34 parafie;
- Protestantyzm: Kościół Chrześcijan Baptystów w RP (1 zbór); Kościół Boży (1 zbór); Kościół Zielonoświątkowy w RP (1 zbór);
- Świadkowie Jehowy: 3 zbory[21][22]

## Sąsiednie powiaty
- powiat tatrzański
- powiat suski
- powiat myślenicki
- powiat limanowski
- powiat nowosądecki